# Бутузов, Алексей Алексеевич
Алексе́й Алексе́евич Буту́зов (25 января 1942, Ульяновск, Куйбышевская область, РСФСР, СССР — 1 мая 1971, Ульяновск, РСФСР, СССР) — советский хоккеист (хоккей с мячом, хоккей с шайбой, хоккей на траве), нападающий.

## Биография
Алексей Бутузов родился 25 января (по другим данным, 21 января) 1942 года в городе Ульяновск Куйбышевской области.
В 1954 году начал заниматься хоккеем с мячом в детской команде ульяновского «Зенита». В 1959 году стал серебряным призёром всероссийских детских соревнований, в 1960 году — победителем.
Играл за ульяновскую «Волгу» в 1959—1961, 1965—1970 годах. Провёл в чемпионате СССР не более 156 матчей, забил не менее 68 мячей.
В 1970 году стал чемпионом Спартакиады народов РСФСР.
В 1966 году провёл два матча за сборную СССР по хоккею с мячом.
В хоккее с шайбой в сезоне-1958/1959 выступал за ульяновское «Торпедо», с декабря 1961 по 1965 год — за куйбышевский СКА. В составе армейцев провёл 132 матча, забросил 45 шайб, в том числе в высшем эшелоне 60 матчей, 15 шайб.
В 1969—1970 годах играл в хоккей на траве за ульяновскую «Волгу». В 1970 году завоевал золотую медаль первого чемпионата СССР.
Мастер спорта СССР по хоккею с мячом (1961).
Умер 1 мая 1971 года в Ульяновске. Похоронен на кладбище «Заволжское-1» в Ульяновске.